# Tonsawang
Le tonsawang  (ou tombatu) est une langue austronésienne parlée dans la province du Nord de Sulawesi, en Indonésie. La langue est parlée une région isolée entourée de montagnes dans le Sud-Est de la province.

## Classification
Le tonsawang appartient au sous-groupe des langues minahasanes, rattachées, par Blust (1991), au groupe des langues philippines. Les autres langues minahasanes sont le tondano, le tonsea, le tombulu et le tontemboan.

## Vocabulaire
Exemples du vocabulaire de base du tonsawang :
| français | tonsawang | Prononciation |
| -------- | --------- | ------------- |
| deux     | dua       |               |
| cinq     | lima      |               |
| eau      | ahe       |               |
| feu      | baha      |               |
| terre    | toʔba     |               |
| oreille  | taliŋa    |               |
| froid    | kolotin   |               |
| grand    | bakoʔ     |               |
| je       | ahu       |               |
| souffler | -səput    |               |
| dire     | -kua      |               |
| gratter  | -karot    |               |

## Sources
- (en) Liao, Hsiu-Chan, A Typology of First Person Dual pronouns and their Reconstructibility in Philippine Languages, Oceanic Linguistics, 47:1, pp. 1-29, 2008.
- (en) Sneddon, J.N, The Languages of Minahasa, North Celebes, Oceanic Linguistics, IX:1, pp. 11-36, 1970.